# Monobaatar
Monobaatar è un genere di mammiferi estinti appartenenti all'ordine dei Multituberculata, ed è stato provvisoriamente assegnato alla famiglia Eobaataridae. I resti fossili provengono dal Cretaceo inferiore della Mongolia. Questi erbivori arboricoli vissero durante l'era Mesozoica, conosciuta anche come "l'era dei dinosauri". Furono tra i rappresentanti più evoluti del sottordine informale dei "Plagiaulacida".

## Descrizione
e Trofimov, 1987, corretta). Cranio con una lunghezza approssimativa di 2 cm. Singolo forame infraorbitale posizionato sopra la strombatura di P3–P4. Margine posteroventrale della base dell'arco zigomatico sopra la strombatura di P4–P5. P1–P3 tricuspidati.
Formula delle cuspidi 3:4 su P4, la più larga delle quali è la seconda della fila labiale. M2 con cuspidi Ri:2:3. Cuspidi su M2 relativamente robuste, con il margine anteriore di M2 quasi dritto. Cuspidi dei premolari e molari ornamenti con deboli striature; creste finemente granulate. L'unico M2 (provvisoriamente assegnato) differisce da quello di Eobaatar e dagli altri plagiaulacidi. genere mancante della caratteristica “ornamentazione” dei solchi e delle fosse; differisce da Sinobaatar e da Loxaulax nel possedere un margine anteriore dritto. Il genere è poco conosciuto. M. mimicus è basato su due premascelle con premolari, un P4 e un temporaneamente assegnato M2. Poiché la dentizione inferiore e specialmente il p4 di Monobaatar non sono conosciuti, la sua classificazione tra gli Eobaataridae non può essere dimostrata con alcuna certezza..»
(Kielan-Jaworowska, Cifelli, & Luo (2004). "Mammals from the age of dinosaurs : origins, evolution, and structure" p. 316-317)

## Distribuzione
I suoi resti sono stati scoperti negli strati, databili al Cretaceo inferiore (Aptiano o Albiano) della Formazione Höövör, nel Deserto del Gobi, in Mongolia.

## Specie
La specie Monobaatar mimicus venne classificata da Kielan-Jaworowska, Dashzeveg & Trofimov nel 1987, ed è la specie tipo per monotipia.

## Tassonomia
Sottoclasse †Allotheria Marsh, 1880
- Ordine †Multituberculata Cope, 1884:
  - Sottordine †Plagiaulacida Simpson, 1925
    - Ramo Plagiaulacidae
      - Famiglia †Eobaataridae Kielan-Jaworowska, Dashzeveg & Trofimov, 1987
        - Genere †Eobaatar Kielan-Jaworowska, Dashzeveg & Trofimov, 1987
          - Specie †E. magnus Kielan-Jaworowska, Dashzeveg & Trofimov, 1987
          - Specie †E. minor Kielan-Jaworowska, Dashzeveg & Trofimov, 1987
          - Specie †E. hispanicus Hahn & Hahn, 1992
          - Specie †E. pajaronensis Hahn & Hahn, 2001
          - Specie †E. clemensi Sweetman, 2009

        - Genere †Loxaulax Simpson, 1928
          - Specie †L. valdensis Simpson, 1928

        - Genere †Monobaatar Kielan-Jaworowska, Dashzeveg & Trofimov, 1987
          - Specie †M. mimicus Kielan-Jaworowska, Dashzeveg & Trofimov, 1987

        - Genere †Parendotherium Crusafont Pairó & Adrover, 1966
          - Specie †P. herreroi Crusafont Pairó & Adrover, 1966

        - Genere †Sinobaatar Hu & Wang, 2002
          - Specie †S. lingyuanensis Hu & Wang, 2002
          - Specie †S. xiei Kusuhashi et al., 2009
          - Specie †S. fuxinensis Kusuhashi et al., 2009

        - Genere †Heishanobaatar Kusuhashi et al., 2010
          - Specie †H. triangulus Kusuhashi et al., 2010

        - Genere †Liaobaatar Kusuhashi et al., 2009
          - Specie †L. changi Kusuhashi et al., 2009

        - Genere †Hakusanobaatar Kusuhashi et al., 2008
          - Specie †H. matsuoi Kusuhashi et al., 2008

        - Genere †Tedoribaatar Kusuhashi et al., 2008
          - Specie †T. reini Kusuhashi et al., 2008